# Perceptró multicapa

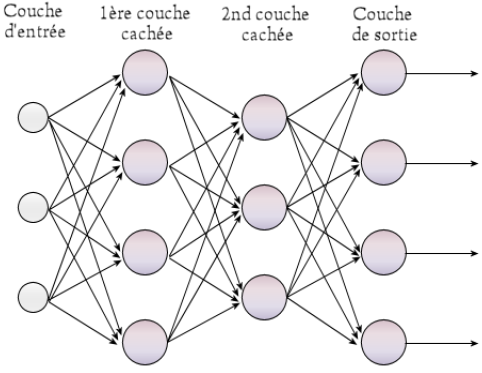
Fig. 1 Esquema d'un perceptor multicapa amb 2 capes ocultes

Un perceptró multicapa (amb acrònim MLP) és un tipus de xarxa neuronal artificial de classe directa. Una MLP consisteix, almenys, de tres capes de nodes : una capa d'entrada, una capa oculta i una capa de sortida. Excepte pel mode d'entrada, cada node empra una funció d'activació no lineal, la qual cosa permet de classificar conjunts de dades que no estan separats linealment. Es distingeixen del perceptró que només tenen una capa oculta i funció lineal. MLP utilitza una tècnica d'aprenentatge supervisat anomenada backpropagation (retropropagació).

## Propietats
Les capes es poden classificar en tres tipus:
- Capa d'entrada: Constituida por aquelles neurones que introdueixen els patrons d'entrada a la xarxa. En aquestes neurones no es realitza processament.
- Capes ocultes: Formada por aquelles neurones les entrades de les quals provenen de capes anteriors i amb sortides que passen a neurones de capes posteriors.
- Capa de sortida: Neurones les sortides de les quals es corresponen amb les sortides de tota la xarxa.

L'aprenentatge es realitza amb backpropagation (propagació cap endarrere (també conegut amb retropropagació de l'error o regla delta generalitzada), és un algorismo emprat en l'entrenament d'aquestes xarxes.
Funció d'activació : si un perceptró multicapa té una funció d'activació lineal a totes les neurones, llavors la teoria de l'algebra lineal ens demostra que aquesta MLP es pot reduir a una xarxa de 2 capes ocultes. Les funcions d'activació no linelas més típiques són de tipus sigmoide :
{\displaystyle y(v_{i})=\tanh(v_{i})~~{\textrm {i}}~~y(v_{i})=(1+e^{-v_{i}})^{-1}}
La primera és la funció hiperbòlica i la segona és la funció lògica.
Procés d'apenentatge : es realitza tot canviant els valors dels pesos o coeficients de cada node, basats en la quantitat de l'error de la sortida respecte el resultat esperat. El procés es dir backpropagation i és una generalització de l'algorisme LMS :
Si l'error és : {\displaystyle {\mathcal {E}}(n)={\frac {1}{2}}\sum _{j}e_{j}^{2}(n)}
llavors emprant el concepte de gradient descendent (derivada), el canvi que cal aplicar a cada pes o coeficient és : {\displaystyle \Delta w_{ji}(n)=-\eta {\frac {\partial {\mathcal {E}}(n)}{\partial v_{j}(n)}}y_{i}(n)}Nota : les funcions d'activació han de ser derivables.